# 兔儿风蟹甲草
兔儿风蟹甲草（学名：Parasenecio ainsliaeiflorus）为菊科蟹甲草属的植物，为中国的特有植物。分布于中国大陆的四川、贵州、湖南、湖北等地，生长于海拔1,500米至2,600米的地区，多生长在山坡林缘、林下、灌丛及草坪，目前尚未由人工引种栽培。

## 别名
白花蟹甲草

## 异名
- Senecio ainsliaeiflorus Franch.